# Yves Fajnberg
Yves Fajnberg  est un réalisateur français.

## Filmographie

### Court métrage
- 1996 : Hara-Kiri

### Longs métrages
- 2005 : Vive la vie
- 2006 : Madame Irma (coréalisateur : Didier Bourdon)